# Cionosicys macranthus
Cionosicys macranthus är en gurkväxtart som först beskrevs av Henri François Pittier, och fick sitt nu gällande namn av Charles Jeffrey. Cionosicys macranthus ingår i släktet Cionosicys och familjen gurkväxter. Inga underarter finns listade i Catalogue of Life.